# Лисберг (Базель-Ланд)
Лисберг (нем. Liesberg BL) — коммуна в Швейцарии, в кантоне Базель-Ланд. 
Входит в состав округа Лауфен. Население составляет 1188 человек (на 31 марта 2008 года). Официальный код  —  2788.

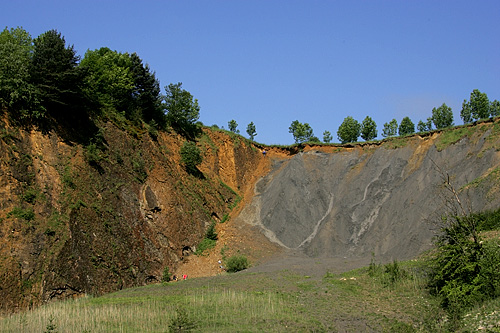
Лисберг